# Gremi de Llibreters de Barcelona i de Catalunya
El Gremi de Llibreters de Barcelona i de Catalunya, hereu de la confraria fundada el 31 de gener de 1553 a la ciutat de Barcelona (Confraria de Llibreters de Barcelona o Confratrie Librariorum civitatis Barcinone) és una organització considerada professional de caràcter democràtic amb la seu a Catalunya.
El gremi agrupa els professionals del sector del llibre i té com a principals objectius:
- Esdevenir un lloc d'accés popular per a la difusió cultural catalana.
- Impulsar la implicació de les llibreries en la vida comunitària, reconeixent-les com a agents culturals i com a elements comercials claus arreu del territori.
- Promoure l'interès general i professional de les llibreries.
- Donar força i representar el món de la llibreria davant de diverses administracions públiques.

### Història del gremi
Els gremis de Catalunya i d'Europa occidental van sorgir durant l'edat mitjana com a associacions d'artesans i comerciants que regulaven les pràctiques culturals i la formació professional dels seus membres. En el cas dels llibreters, el seu gremi va ser un dels més influents dins del món cultural i educatiu. L'origen del Gremi dels Llibreters de Barcelona i Catalunya actual es remunta a la Confratrie Librariorum civitatis Barcinone (creada el 1553).

## Premis
Des de l'any 2000 el gremi organitza el Premi Llibreter, en què es guardonen els llibres més destacats de l'any, segons les llibreries agremiades.